# 曼塔區
曼塔區（西班牙語：Distrito de Manta），是秘魯的一個區，位於該國中南部萬卡韋利卡大區的萬卡韋利卡省，始建於1940年6月1日，面積154.14平方公里，海拔高度3,727米，2005年人口1,244，人口密度每平方公里8.1人。